# IC 42
IC 42 је спирална галаксија у сазвјежђу Кит која се налази на листи објеката дубоког неба у Индекс каталогу.
Деклинација објекта је - 15° 25' 42" а ректасцензија 0h 41m 5,9s. Привидна величина (магнитуда) објекта IC 42 износи 14,8 а фотографска магнитуда 15,5. IC 42 је још познат и под ознакама MCG -3-2-36, PGC 2463.